# Фелпс, Сара
Сара Фелпс (англ. Sarah Phelps) — британская телевизионная сценаристка, радиоведущая, драматург, телепродюсер и писательница. Наиболее известна своей работой над рядом сериалов для BBC, включая экранизации произведений Агаты Кристи «Свидетель обвинения», «И никого не стало», «Испытание невинностью», «Убийства по алфавиту» и «Вилла „Бледный конь“»; «Большие надежды» и «Оливер Твист» Чарльза Диккенса; и «Случайная вакансия» Дж. К. Роулинг.

## Карьера
Фелпс написала сценарий более, чем к 50 эпизодам «Жителей Ист-Энда». Она написала сценарий для рождественской костюмированной драмы BBC 2011 года « Большие надежды» и драматического сериала «Багряное поле» о Первой мировой войне. Шоу было отменено после первого сезона из-за средних рейтингов.
В 2015 году Фелпс написала телеадаптацию «Случайной вакансии» Дж. К. Роулинг.

### Адаптации книг Агаты Кристи
В 2015 году в эфир вышла экранизация книги Агаты Кристи «Десять негритят», сценарий к которой написала Фелпс.
В 2016 году в эфир вышел «Свидетель обвинения» по сценарию, основанному на оригинальном рассказе, а не на более поздней пьесе, на которой были основаны другие экранизации.
В апреле 2018 года на канале BBC One была показана экранизация еще одного романа Агаты Кристи, адаптированного Фелпс. «Испытание невинностью» было исключено из рождественской программы BBC после того, как один из ведущих актеров драматического мини-сериала был обвинен в насилии. Программа была переснята с новым актером, Кристианом Куком, заменившим Эда Вествика.
В июне 2018 года было объявлено, что BBC снимает экранизацию романа Агаты Кристи «Убийства по алфавиту» с Джоном Малковичем в роли Эркюля Пуаро. В июне 2019 года было объявлено, что Фелпс напишет сценарий для экранизации книги Вилла «Белый конь».

## Фильмография
| Год       | Название                        | Эпизод(ы)               |
| --------- | ------------------------------- | ----------------------- |
| 2002-2016 | Жители Ист-Энда                 | 94 эпизода              |
| 2003      | Spine Chillers                  | 1 эпизод                |
| 2003 2006 | No Angels                       | 3 эпизода               |
| 2006      | Goldplated                      | 1 эпизод                |
| 2007      | Оливер Твист                    | Мини-сериал, 5 эпизодов |
| 2007-2008 | HolbyBlue                       | 3 эпизода               |
| 2011      | Быть человеком                  | 1 эпизод                |
| 2011      | Камелот                         | 1 episode               |
| 2011      | Большие надежды                 | Мини-сериал, 3 эпизода  |
| 2012      | Falcón                          | 2 эпизода               |
| 2014      | The Crimson Field               | Создатель, 6 эпизодов   |
| 2015      | Случайная вакансия              | Мини-сериал, 3 эпизода  |
| 2015      | И никого не стало               | Мини-сериал, 3 эпизода  |
| 2015-2016 | Диккенсиана                     | 5 эпизодов              |
| 2016-2017 | Мистер Хутен и леди             | 8 эпизодов              |
| 2016      | The Witness for the Prosecution | Мини-сериал, 2 эпизада  |
| 2017      | Белая принцесса                 | 1 эпизод                |
| 2018      | Ordeal by Innocence             | Мини-сериал, 3 эпизода  |
| 2018      | The A.B.C. Murders              | Мини-сериал, 3 эпизода  |
| 2019      | Дублинские убийства             | Мини-сериал, 8 эпизодов |
| 2020      | Вилла «Бледный конь»            | Мини-сериал, 2 эпизода  |
| 2021      | Чрезвычайно английский скандал  | Мини-сериал, 3 эпизода  |

## Другая работа
Сара появлялась в нескольких подкастах, включая QuaranTea Break с Саймоном Уордом, подкаст Грэма Нортона, подкаст My Inspiration и Always There.